# Jon Carin
Jon Carin (21 de octubre de 1964 en Nueva York) es un músico y productor discográfico estadounidense, popular por su trabajo con Pink Floyd y más específicamente con el guitarrista David Gilmour y el bajista Roger Waters. A comienzos de los años ochenta Carin ganó notoriedad como miembro de la banda Industry, la cual produjo un exitoso sencillo titulado "State of the Nation" en 1983, seguido por el álbum Stranger to Stranger.

## Discografía seleccionada

### Industry
- State of the Nation (EP)
- Stranger to Stranger

### Pink Floyd
- A Momentary Lapse of Reason
- Learning to Fly
- Delicate Sound of Thunder
- The Division Bell
- Pulse
- The Endless River

### Roger Waters
- In the Flesh Live
- Flickering Flame: The Solo Years Vol. 1
- Live Earth
- Roger Waters: The Wall

### David Gilmour
- On an Island
- Remember That Night: Live at Royal Albert Hall
- Live in Gdańsk
- Rattle That Lock

### The Who
- The Concert for New York City
- Amazing Journey: The Story of The Who
- Tommy and Quadrophenia Live

### Pete Townshend
- A Benefit for Maryville Academy
- Lifehouse

### Kate Bush
- Before the Dawn

### Richard Butler
- Richard Butler

### Soul Asylum
- Candy From A Stranger
- Black Gold: The Best of Soul Asylum